# Jardín Botánico de la Tour Vieille
El Jardín Botánico de la Torre Vieja ( en francés: Parc botanique de la Tour Vieille) es un jardín público, y jardín botánico, cerca del centro de la ciudad de Alès, Francia.

## Localización
Parc botanique de la Tour Vieille Hôtel de Ville Alès, département du Gard, Languedoc-Roussillon France-Francia.
Planos y vistas satelitales.44°6′42.12″N 4°4′44.4″E / 44.1117000, 4.079000
Es visitable a diario todo el año. La entrada es libre.

## Historia
El parque fue creado por un amante del paisajísmo, que estuvo abandonado durante algunos años antes de que lo adquiriera la ciudad en 1973.
El ayuntamiento rehabilitó el jardín, además del invernadero y la torre imitando antigua, y lo abrió al público en 1981.

## Colecciones botánicas
En 1990 se efectuó su primer inventariado botánico identificando 200 especies y variedades de plantas; actualmente hay más de 700.
Entre los especímenes destaca un Cedrus deodara de gran porte, una pequeña cuenca paisajista con ejemplares de Nelumbo.
También hay en el parque un campo de minigolf.